# Khris Davis
Khristopher Adrian Davis (Lakewood, 21 dicembre 1987) è un giocatore di baseball statunitense, esterno sinistro per gli Oakland Athletics nella Major League Baseball.

## Gli inizi

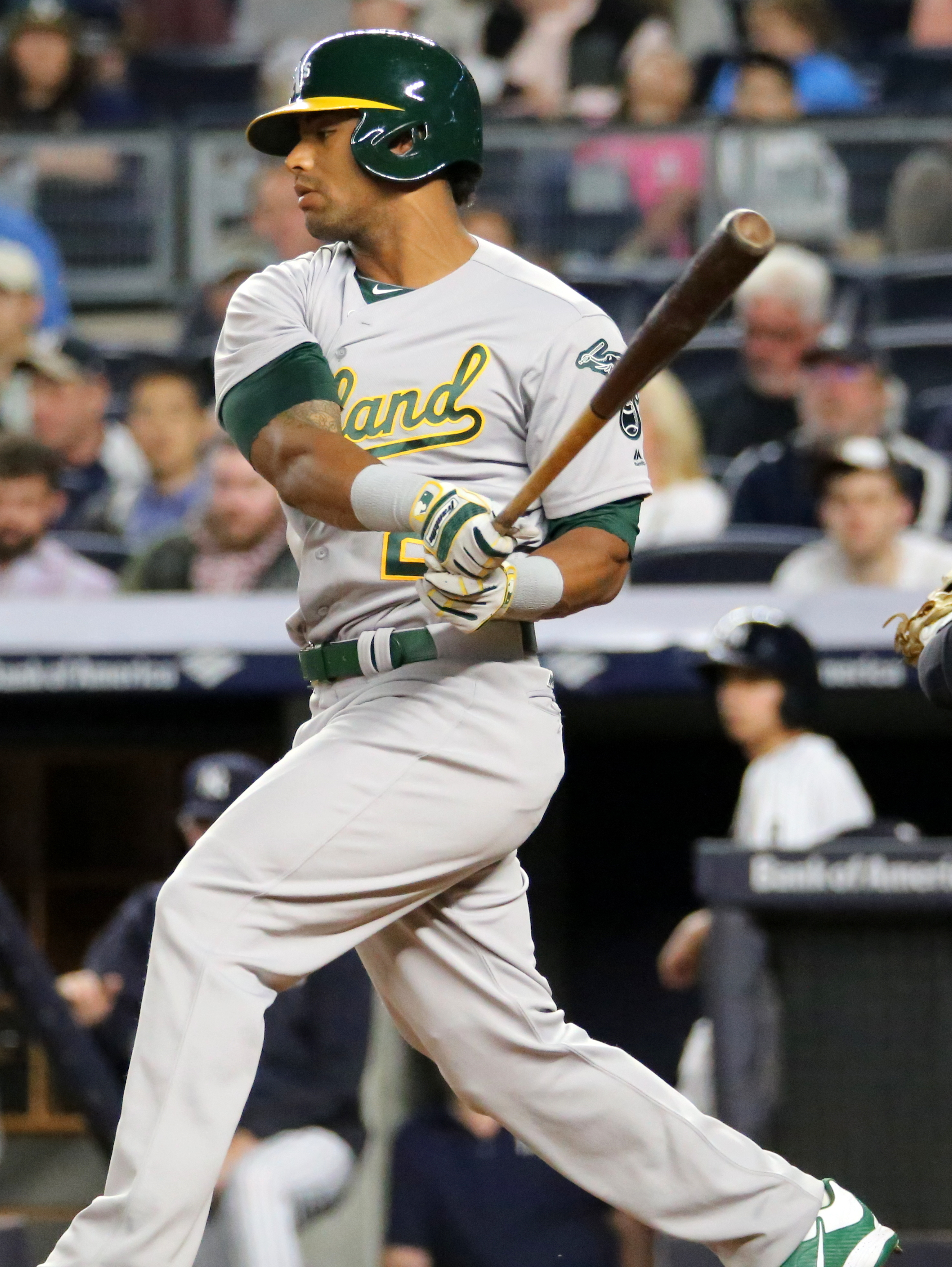
Davis in battuta nel 2016

Davis nacque a Lakewood in California; da padre statunitense, Rodney Davis ex giocatore nella minor league con i L.A. Dodgers, e madre messicana Sonia Alarcón, cresciuta a Ensenada. Giocò a baseball al liceo Deer Valley a Glendale in Arizona, dove fu nominato due volte All-State player.

## Carriera
Davis fu selezionato per la prima volta durante il 29º turno del draft MLB 2006 dai Washington Nationals, ma non firmò. Dopo tre anni nel baseball universitario fu nuovamente selezionato, questa volta dai Milwaukee Brewers, al settimo round del draft 2009.
Debuttò nella MLB nel giorno d'apertura, il 1º aprile 2013, al Miller Park di Minneapolis contro i Colorado Rockies, realizzando la sua prima valida. Realizzò il suo primo fuoricampo il 23 luglio, nello stadio di casa, contro i San Diego Padres.
Il 12 febbraio 2016, i Brewers scambiarono Davis con gli Oakland Athletics in cambio dei giocatori Jacob Nottingham e Bubba Derby. Il 17 di maggio in una partita contro i Texas Rangers, Davis realizzò 3 fuoricampo, incluso un grand slam come terzo.
Nel 2018 Davis guidò la MLB con 48 fuoricampo mentre si classificò secondo in punti battuti a casa dietro a J.D. Martinez.
Il 6 febbraio 2021, gli Athletics scambiarono Davis, assieme a Jonah Heim e il giocatore di minor league Dane Acker con i Texas Rangers per Elvis Andrus e Aramis Garcia. Esordì l'8 maggio, dopo aver passato l'inizio della stagione nella lista degli infortunati. Venne svincolato dalla franchigia il 13 giugno.
Il 4 agosto 2021, Davis firmò un contratto di minor league con gli Oakland Athletics.
Nel 2023 interpreta George Foreman nel lungometraggio George Foreman - Cuore da leone (Big George Foreman), diretto da George Tillman Jr.

## Nazionale
Per metà messicano da parte di madre, Davis fu invitato a partecipare con la nazionale messicana al World Baseball Classic 2017, tuttavia nonostante fosse nei suoi programmi infine non vi partecipò.

## Palmarès
- Leader dell'American League in fuoricampo: 1

2018